# Giáo hội Thụy Điển
Giáo hội Thụy Điển (tiếng Thụy Điển: Svenska kyrkan) cũng được dịch là Giáo hội Luther Thụy Điển, là Giáo hội Tin lành chính ở Thụy Điển. Đến năm 2015, 63,2 phần trăm của Thụy Điển thuộc về Giáo hội Luther, là thờ Thiên chúa giáo lớn nhất của Thụy Điển, cũng là lớn nhất thế giới giáo hội Luther tuy nhiên, chỉ có 2% của các tín hữu sẽ tham gia sự kiên trì chủ nhật thờ phượng. Nó có rất nhiều hội thánh không hoạt động bởi vì những đứa trẻ trong hội chúng của họ sẽ tự động trở thành hội chúng khi sinh ra, mà không phải trả tiền thập phân, không được dỡ bỏ cho đến năm 1996. Năm 2000, chính phủ Thụy Điển đã hủy bỏ tư cách là một tôn giáo nhà nước, nhưng Giáo hội Luther Thụy Điển vẫn có một vị trí quan trọng trong nước.
Nhưng trong những năm gần đây, số hội thánh trong Giáo hội Luther Thụy Điển đã giảm dần.
Giáo hội Thụy Điển Giáo trưởng như tổng giám mục Wupusala, chiều dài giám mục hiện Antje Jackelén.

## Lịch sử
Không lâu sau khi lên nắm quyền vào năm 1523, Gustav Vasa đã nói chuyện với Giáo hoàng tại Rome với yêu cầu xác nhận của ông Julian Magnus với tư cách là Tổng giám mục của Thụy Điển, thay cho ông Christopher Trolle, người đã bị Riksdag của Hoa Kỳ chính thức phế truất và đày ải.
Gustavo hứa sẽ trở thành một người con ngoan ngoãn của Giáo hội nếu giáo hoàng xác nhận việc bầu các giám mục của mình. Nhưng giáo hoàng yêu cầu Trolle phải được cài đặt lại. Vua Gustav đã phản đối việc thúc đẩy các nhà cải cách Thụy Điển, anh em Olaus và Laurentius Petri và Laurentius Andreae. Nhà vua ủng hộ việc in các văn bản cải cách, với anh em Petri là người hướng dẫn chính cho các văn bản. Năm 1526, tất cả các nhà in Công giáo đã bị đàn áp, và hai phần ba số tiền thập phân của Giáo hội đã bị chiếm đoạt để trả nợ quốc gia. Một sự vi phạm cuối cùng đã được thực hiện với truyền thống của tôn giáo cổ xưa ở Riksdag được nhà vua gọi ở Vesteros vào năm 1544.
Những thay đổi cải cách khác bao gồm việc bãi bỏ một số nghi lễ Công giáo. Tuy nhiên, những thay đổi không quyết liệt như ở Đức; Trong nhiều nhà thờ Thụy Điển vẫn còn những cổ vật từ thời Công giáo, như thánh giá, thánh giá và biểu tượng. Và nhiều ngày linh thiêng, dựa trên những ngày linh thiêng, đã không bị xóa khỏi lịch cho đến cuối thế kỷ thứ mười tám vì sự kháng cự mạnh mẽ của dân chúng.
Sau cái chết của Gustavo Vasa, Thụy Điển được cai trị bởi một vị vua có tư tưởng Công giáo, John III, và một người Công giáo khác, con trai của John là Sigismund, người cũng là người cai trị Công giáo Ba Lan, nhưng cuối cùng bị phế truất khỏi ngai vàng Thụy Điển Bác Sau này, người gia nhập ngai vàng với tên Charles IX, đã sử dụng nhà thờ Lutheran như một công cụ trong cuộc đấu tranh quyền lực chống lại cháu trai của mình, nhưng được biết là có khuynh hướng Calvin.
Trong thời kỳ sau Cải cách Tin lành, thường được gọi là thời kỳ của Chính thống giáo Luther, các nhóm nhỏ người không theo đạo Luther, đặc biệt là người Calvin theo Hà Lan, Giáo hội Moravian và người Walloon từ miền nam Hà Lan, đã đóng một vai trò quan trọng trong thương mại và công nghiệp, và được âm thầm chịu đựng miễn là họ giữ một cấu hình thấp.

## Bộ phận hành chính
Giáo hội Thụy Điển được chia thành 13 giáo xứ, mỗi giáo xứ thành lập một giám mục, nhưng Wupusala giáo xứ khác có tổng giám mục Wupusala.
| Giáo phận         | Giám mục  | Nhà thờ chính tòa     |
| ----------------- | --------- | --------------------- |
| Giáo xứ Uppsala   | Uppsala   | Nhà thờ Uppsala       |
| Giáo xứ Göteborg  | Göteborg  | Nhà thờ Göteborg      |
| Giáo xứ Härnösand | Härnösand | Nhà thờ Härnösand     |
| Giáo xứ Karlstad  | Karlstad  | Nhà thờ Karlstad      |
| Giáo xứ Linköping | Linköping | Nhà thờ Linköping     |
| Giáo xứ Lund      | Lund      | Nhà thờ Lund          |
| Giáo xứ Luleå     | Luleå     | Nhà thờ Luleå         |
| Giáo xứ Scala     | Scala     | Nhà thờ Scala         |
| Giáo xứ Stockholm | Stockholm | Nhà thờ lớn Stockholm |
| Giáo xứ Strenasse | Strängnäs | Nhà thờ Strängnäs     |
| Giáo xứ Visby     | Visby     | Nhà thờ Visby         |
| Giáo xứ Västerås  | Västerås  | Västerås              |
| Giáo xứ Växjö     | Växjö     | Nhà thờ Växjö         |